# Улица Лисицына
У́лица Лиси́цына (бывшая Мышкинская улица) — улица в центральной части города Ярославля. Начинается около здания станции скорой помощи, пересекает Мышкинский проезд и тянется до улицы Богдановича.

## История

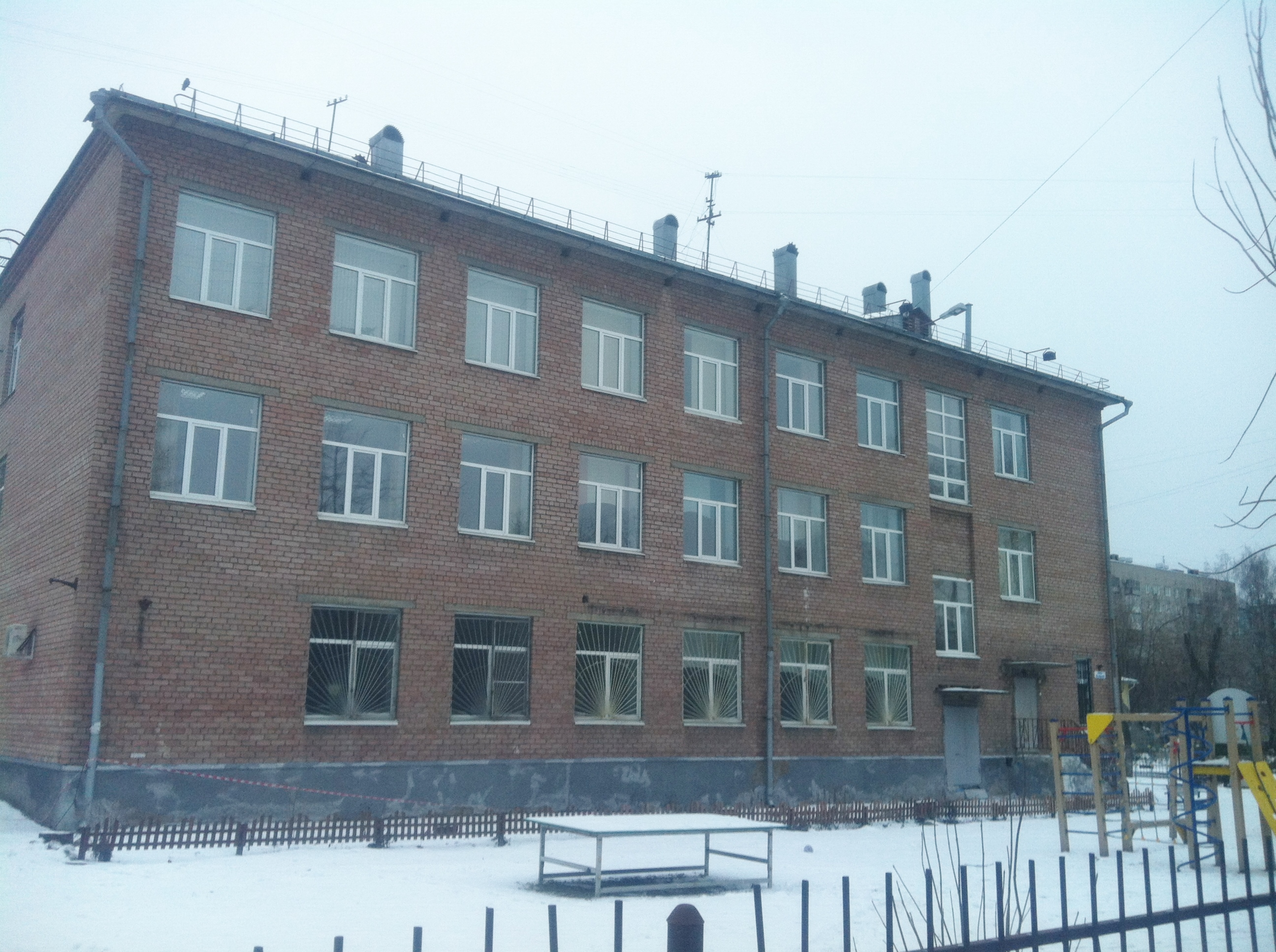
Детский дом музыкально-художественного воспитания им. Н. Н. Винокуровой

Улица была проложена в конце XVIII века в соответствии с регулярным планом города и получила название Мышкинская улица — в честь города Мышкина Ярославской губернии.
В апреле 1975 года по случаю празднования 30-летия победы в Великой Отечественной войне Мышкинскую улицу переименовали в улицу Лисицына в честь уроженца Ярославля Героя Советского Союза Константина Сергеевича Лисицына (1923—1970) — разведчика, артиста театра им. Волкова.

## Здания и сооружения

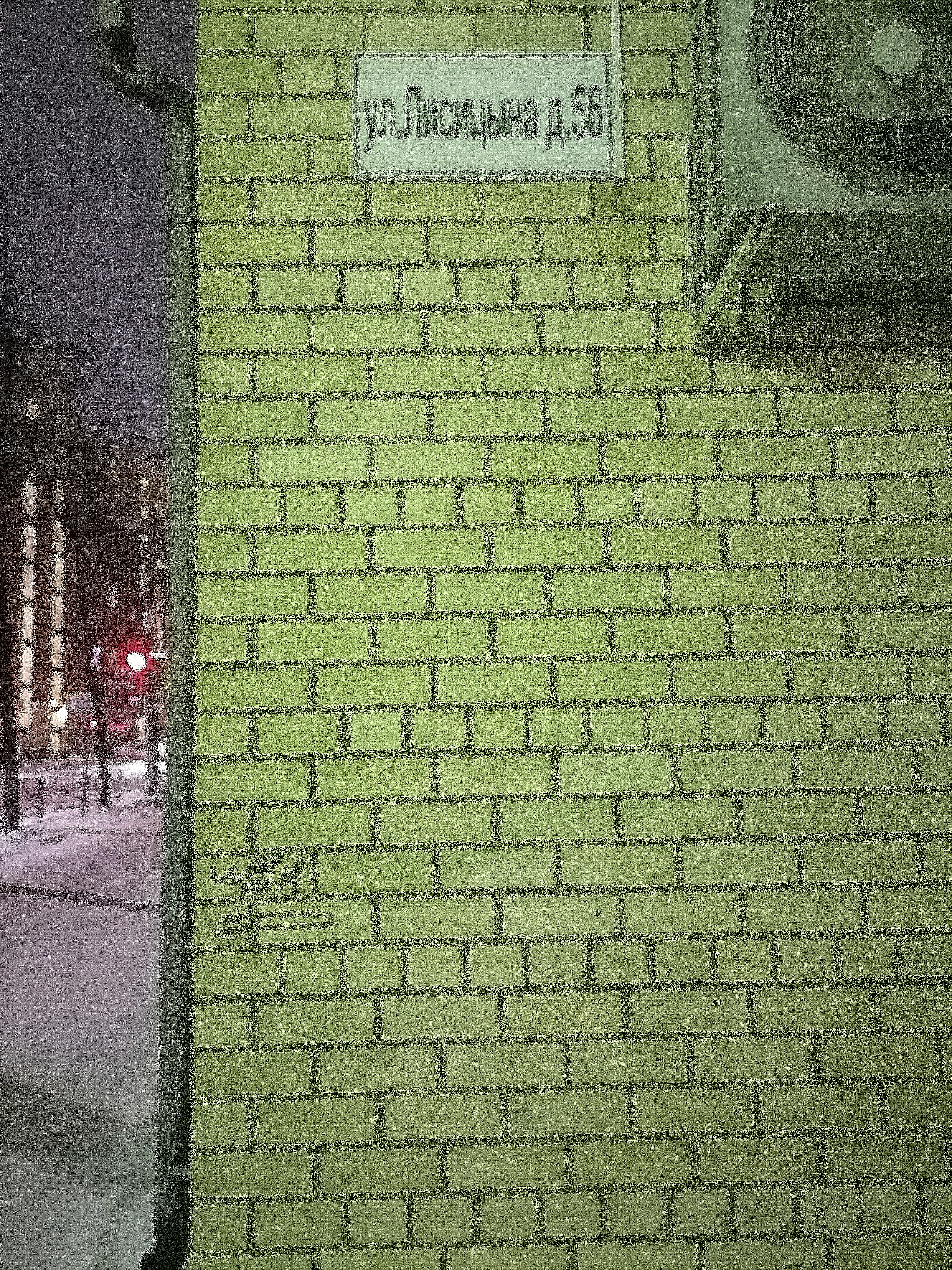

- № 1 — Станция скорой медицинской помощи
- № 5 — Дом художника
- № 6а — Управление государственного автодорожного надзора по Ярославской области
- № 11 — Детский сад № 236
- № 34 — Детский дом музыкально-художественного воспитания им. Н. Н. Винокуровой